# 棕头穗鹛
棕头穗鹛（学名：Stachyris capitalis），是画眉科穗鹛属的一种，为菲律宾的特有种。该物种的保护状况被评为无危。
棕头穗鹛的平均体重约为14.9克。栖息地为亚热带或热带的湿润低地林。